# La romería de los cornudos
La Romería de los cornudos és un ballet coreografiat per Encarnación López "La Argentinita" amb música de Gustavo Pittaluga González del Campillo i llibret de Cipriano de Rivas Cherif i Federico García Lorca.

## Argument

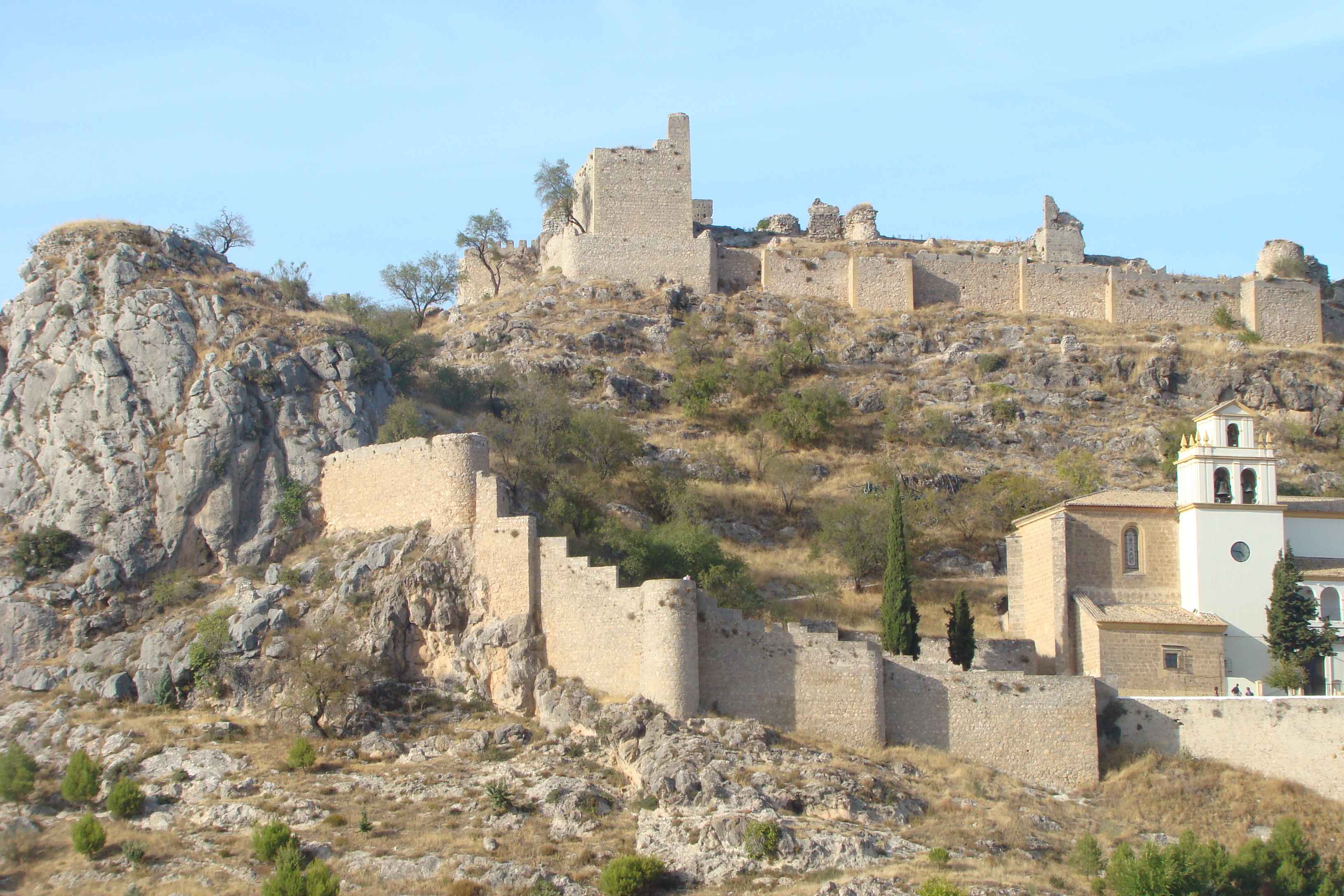
Santuari i castell de Moclín, on es desenvolupa l'acció de l'obra.

L'argument, escrit conjuntament per Cipriano de Rivas Cherif i en menor mesura, com indica el seu biògraf Ian Gibson, per Federico García Lorca, recull el procés de seducció de la protagonista, Sierra, per part del Sagristà i a l'esquena del seu marit, Chivato, en el context de la romeria, que té lloc anualment el cinc d'octubre, al Santuari del Crist del Paño de la vila granadina de Moclín. Entre les burles dels pelegrins assistents envers el "cornudo" (Chivato) i el bullici de la romeria, Sierra obté de la imatge miraculosa del Crist —i d'una relació amb el Sagristà…— el do de la fertilitat, que fins ara li havia estat negat. Arran d'aquest fet, es veu obligada a plantejar-se un triangle amorós i una peripècia general que té importants concomitàncies amb la història d'El sombrero de tres picos de Falla i que s'estructura en nou breus moviments, dos d'ells, el segon i el setè, dividits en dues seccions:
| Moviments                          | Minutatge     |
| ---------------------------------- | ------------- |
| I. Introducción y escena           | 00:00 - 01:50 |
| IIa. Romance de Solita             | 01:50 - 04:14 |
| IIb. Escena                        | 04:14 - 04:52 |
| III. Entrada de los peregrinos     | 04:52 - 05:47 |
| IV. Baile de Sierra y el Sacristán | 05:47 - 07:14 |
| V. Nocturno (La hoguera)           | 07:14 - 09:39 |
| VI. Las persecuciones              | 08:39 - 10:51 |
| VIIa. Escena                       | 10:51 - 11:53 |
| VIIb. Danza de Chivato             | 11:53 - 14:16 |
| VIII. Escena (El milagro)          | 14:16 - 16:07 |
| IX. Danza final                    | 16:07 - 19:55 |

## Context
La romería de los cornudos forma part del repertori musical creat pel grup de compositors anomenat la Generació del 27, també dit Generació de la República. Els músics i artistes d'aquest moviment intel·lectual, especialment reconegut avui en dia en el camp de la poesia, van representar la renovació cultural viscuda a Espanya a la dècada dels anys 20 i 30.
Aquest ballet va representar el salt al panorama musical espanyol dels anys 30 de Gustavo Pittaluga. Abans de la seva estrena, Pittaluga era un jovenet de 20 anys fill de l'alta burgesia madrilenya que tot just en aquesta època començava a sonar pels salons de la seva ciutat. L'èxit de l'obra però, reafirmat tant per la crítica com pel públic, va fer que en poc temps el compositor autodidacta arribés al capdamunt de l'avantguarda musical espanyola, fet que va fer que es decidís a dedicar-se exclusivament a la música a partir d'aquest moment. El mateix any de la seva estrena, Pittaluga fos escollit pels membres de l'anomenat Grup dels Vuit, del qual formava part, l'encarregat de llegir el manifest en la conferència prèvia al seu concert de presentació a la Residència d'Estudiants.
El compositor de referència per a aquest grup va ser Manuel de Falla, qui va influir indubtablement amb la realització formal i estètica de La romería de los cornudos, especialment amb el seu ballet El Amor Brujo, que incorporava la idea de proposta "total" avantguardista, que tant va quallar en el Grup dels Vuit, ja que també la trobem en altres obres com Corrida de Feria (de Bacarisse), Juerga (de Bautista), Sonatina (d'Ernesto Halffter) o La maja vestida (de Remacha).

## Versions
Tot i que el mateix Pittaluga afirmava haver acabat l'obra amb tan sols 20 anys, és a dir al 1926, sabem que el ballet no li va ser encarregat fins al 1927, any en què estava prevista també la seva estrena. Tot i això, l'obra no va ser portada als escenaris fins uns anys després, i es va donar a conèixer de manera esglaonada seguint les següents tres etapes:
| Forma                    | Data i lloc de l'estrena                  | Repartiment de l'estrena                                                                                             | Popularitat                                            |
| ------------------------ | ----------------------------------------- | --- | ------------------------------------------------------ |
| Suite simfònica reduïda  | 29-10-1930, Teatro de la Comedia (Madrid) | Orquesta Clásica de Madrid / dir. Arturo Saco del Valle                                                              | Versió només interpretada fins l'estrena de la següent |
| Suite simfònica completa | 7-4-1932, Teatro Calderón (Madrid)        | Orquesta Sinfónica de Madrid, soprano: Concepción Velázquez / dir. Enrique Fernández Arbós                           | Versió més representada                                |
| Ballet                   | 9-11-1933, Teatro Calderón (Madrid)       | Orquesta Bætica de Cámara, Compañía de Ballets Españoles de Encarnación López "Argentinita" / dir. Gustavo Pittaluga | Versió final de l'obra                                 |

De les tres, la versió més usualment representada és la segona, en forma de suite simfònica, i que incorpora totes les parts del ballet excepte El Romance de Solita.

## Crítica
La rebuda de l'obra va ser en general molt positiva, i com s'ha comentat anteriorment, va permetre donar a conèixer al gran públic el nom de Gustavo Pittaluga. La major part de crítics de l'època van observar un notori talent en el jove madrileny, i tot i que van criticar la manca d'una veu personal en l'obra i l'excessiu mimetisme envers la música de Falla, van coincidir a destacar la facilitat melòdica i la brillantor orquestral que presentava el ballet. Un crític anònim de la revista Ritmo, va afirmar el següent sobre l'estrena de la versió simfònica reduïda:
| «                      | A un jove que comença no se li pot exigir personalitat, ni originalitat; les reminiscències en les idees, en la orquestració, tenen justificada disculpa i més amb el joves músics actuals, les assimilatives actituds dels quals sorprenen per la facilitat amb què s'adapten a les formes i estils d'avui en dia. No obstant les apuntades consideracions en el nostre mitjà artístic tan xaró, l'obra de Pittaluga s'escolta amb gust; és agradable i està saturada d'un ambient poètic finament sentit, sense l'obsessió —i això és el que més s'ha de lloar a Pittaluga— de plasmar amb extravagància postissa ni exotisme ridículs. La romería de los cornudos, suite de danses, va ser aplaudida amb entusiasme, fent sortir diverses vegades a l'escenari al novell autor, indubtablement un compositor de gran provenir. | » |
| — Crític anònim, Ritmo | |   |

## Enregistraments
Tan sols existeix una gravació comercial de l'obra completa, la realitzada l'any 1996 per la Real Orquesta Sinfónica de Sevilla sota la batuta d'Antoni Ros Marbá. Enlloc es menciona el nom de la mezzosoprano que interpreta el Romance de Solita. Precisament aquest moviment, l'únic amb solista vocal, és l'únic que ha estat enregistrat altres cops, en diverses versions i arranjaments que podem trobar descrits al catàleg Federico García Lorca y la música, de Roger Tinnell.